# Lensahn
Lensahn – gmina w Niemczech w kraju związkowym Szlezwik-Holsztyn, w powiecie Ostholstein, siedziba urzędu Lensahn.